# Frank De Winne
Frank Luc De Winne (ur. 25 kwietnia 1961 w Gandawie) – inżynier, pilot wojskowy, drugi belgijski astronauta.

## Wykształcenie oraz służba wojskowa
- 1979 – w Lier ukończył Królewską Szkołę Kadetów.
- 1984 – został absolwentem Królewskiej Akademii Wojskowej w Brukseli. Tytuł magistra uzyskał w dziedzinie telekomunikacji oraz inżynierii wodnej i lądowej.
- 1986-1989 – służył jako pilot Mirage 5 w belgijskich siłach powietrznych.
- 1989–1992 – pracował w firmie Sagem w Paryżu. Zajmował się zagadnieniami związanymi z poprawa bezpieczeństwa samolotów Mirage.
- 1991 – z wyróżnieniem ukończył kurs sztabowy w Defense College w Brukseli
- 1992 – w Boscombe Down (Anglia) zakończył szkolenie w Królewskiej Szkole Pilotów Doświadczalnych. Od grudnia przez rok służył w departamencie badań belgijskich sił powietrznych.
- 1994–1995 – odpowiadał za bezpieczeństwo lotów w bazie w Beauvechain.
- 1995–1996 – służył w amerykańskiej bazie lotniczej Edwards w Kalifornii uczestnicząc ramach programu European Participating Air Forces jako pilot doświadczalny w modernizacji samolotu F-16.
- 1996 – od lipca przez ponad dwa lata był w belgijskich siłach powietrznych odpowiedzialnym za program testowania nowych typów samolotów i ich wyposażenia.
- 1998−2000 – dowodził stacjonującą w bazie Kleine Brogel (Belgia) 349 eskadrą myśliwców. Podczas operacji NATO Allied Force na Bałkanach był dowódcą belgijsko-holenderskiej grupy lotniczej. Wykonał wówczas 17 lotów bojowych.

W sumie na różnych typach samolotów m. in F-16, Tornado, Jaguar i Mirage wylatał ponad 2 300 godzin.

## Kariera astronauty
- 1991–1992 – był belgijskim kandydatem do tworzonego europejskiego korpusu astronautów. Ostatecznie jednak nie znalazł się wśród szóstki finalistów.
- 2000 – w styczniu został członkiem korpusu astronautów ESA.
- 2001 – w sierpniu w Centrum Wyszkolenia Kosmonautów im. J. Gagarina w Gwiezdnym Miasteczku rozpoczął szkolenie podstawowe oraz naukę języka rosyjskiego. Pod koniec roku został przydzielony do podstawowej załogi 4 krótkotrwałej misji na Międzynarodową Stację Kosmiczną zaplanowanej na jesień 2002.
- 2002 – w kwietniu rozpoczął treningi na zmodyfikowanym Sojuzie (serii TMA). Blisko 11-dniowy lot w kosmos odbył na przełomie października i listopada 2002 na pokładzie Sojuza TMA-1.
- 2006 – został wyznaczony do załogi dublerów 16 stałej ekspedycji na ISS.
- 2007 – otrzymał przydział do podstawowej załogi Sojuza TMA-15, którego start zaplanowano na maj 2009.
- 2008 – 21 listopada NASA w oficjalnym komunikacie podała składy załóg Ekspedycji 20 – 26. De Winne został mianowany inżynierem lotu ekspedycji 20 oraz dowódcą ekspedycji 21.[1]
- 2009 – 27 maja wystartował w kosmos na pokładzie Sojuza TMA-15. Na Ziemię powrócił 1 grudnia 2009.

## Loty kosmiczne
- Sojuz TMA-1

Swój pierwszy w kosmos Frank De Winne rozpoczął na pokładzie statku kosmicznego Sojuz TMA-1 30 października 2002. Dowódcą misji był Siergiej Zalotin, a drugim inżynierem pokładowym Jurij Łonczakow, który do załogi został włączony na miesiąc przed startem. Nastąpiło to z uwagi na skreślenie z jej składu kandydata na trzeciego kosmicznego turystę Jamesa L. Bass – członka zespołu *NSYNC. Drugiego dnia lotu, 1 listopada 2002 statek połączył się z Międzynarodową Stacją Kosmiczną, a jego załoga przeszła na pokład kompleksu orbitalnego. Podczas wspólnego lotu obie ekipy przeprowadziły w sumie 22 eksperymenty naukowe m.in. z biologii, geofizyki i medycyny, które przygotowali specjaliści z Rosji, Belgii i ESA. Statek Sojuz TMA-1 pozostał przycumowany do ISS do dyspozycji 5 stałej załogi. 10 listopada 2002 astronauci powrócili na Ziemię w kapsule Sojuza TM-34 lądując około 100 km NE od Arkałyku.
- Sojuz TMA-15

Podczas pobytu na stacji ISS wziął udział w drugim bezpośrednim połączeniu radiowym z Polską. W ramach projektu Centrum Nauki Kopernik – Niebo nad Warszawą odpowiedział na kilkanaście pytań zadanych przez polskie dzieci.

## Odznaczenia i nagrody
- Joe Bill Dryden Semper Viper Award od firmy Lockheed za śmiałe awaryjne lądowanie na samolocie F-16 w gęsto zaludnionym obszarze w pobliżu Leeuwarden w Holandii, aby uniknąć wodowania w IJsselmeer (1997). Był pierwszym pilotem spoza Stanów Zjednoczonych, który otrzymał to wyróżnienie
- Order Korony
- Order Oranje-Nassau za odwagę podczas operacji NATO Allied Force na Bałkanach (1999)
- 23 grudnia 2002 belgijski król Albert II nadał mu tytuł wicehrabiego
- Order Przyjaźni (2003, Rosja)
- Doktorat Honoris Causa University of Limburg (2003)
- Medal „Za zasługi w podboju kosmosu” (2011, Rosja)[3]
- Universal Astronaut Insignia za lot orbitalny (nr 424) – Stowarzyszenie Uczestników Lotów Kosmicznych (Association of Space Explorers(inne języki))[4]

## Wykaz lotów
| Loty kosmiczne, w których uczestniczył Frank De Winne                     | Loty kosmiczne, w których uczestniczył Frank De Winne | Loty kosmiczne, w których uczestniczył Frank De Winne | Loty kosmiczne, w których uczestniczył Frank De Winne | Loty kosmiczne, w których uczestniczył Frank De Winne | Loty kosmiczne, w których uczestniczył Frank De Winne | Loty kosmiczne, w których uczestniczył Frank De Winne |
| Nr                                                                        | Data startu                                           | Statek kosmiczny                                      | Data lądowania                                        | Statek kosmiczny                                      | Funkcja                                               | Czas trwania                                          |
| ------------------------------------------------------------------------- | ----------------------------------------------------- | ----------------------------------------------------- | ----------------------------------------------------- | ----------------------------------------------------- | ----------------------------------------------------- | ----------------------------------------------------- |
| 1                                                                         | 30 października 2002                                  | Sojuz TMA-1                                           | 10 listopada 2002                                     | Sojuz TM-34                                           | Inżynier pokładowy                                    | 10 dni 20 godzin 53 minuty i 9 sekund                 |
| 2                                                                         | 27 maja 2009                                          | Sojuz TMA-15                                          | 23 listopada 2009                                     | Sojuz TMA-15                                          | Inżynier pokładowy / Dowódca Ekspedycji 21            | 187 dni 20 godzin 41 minut 38 sekund                  |
| Łączny czas spędzony w kosmosie – 198 dni 17 godzin 34 minuty i 47 sekund |                                                       |                                                       |                                                       |                                                       |                                                       |                                                       |